# Breath of Fire IV
Breath of Fire IV, originariamente intitolato Breath of Fire IV: Utsurowazaru Mono (ブレス オブ ファイアIV うつろわざるもの?, Buresu obu Faia IV: Utsurowazaru Mono, lett. "Breath of Fire IV: Cose che non cambiano") in Giappone è un videogioco di ruolo sviluppato dalla Capcom, ed è il quarto capitolo della serie iniziata con Breath of Fire. Il gioco è stato inizialmente pubblicato per Sony PlayStation in Giappone e America nel 2000, e per la regione PAL nel 2001. In seguito il gioco è stato convertito per Windows in Europa e Giappone nel 2003.
Proprio come i precedenti titoli della serie, Breath of Fire IV segue le avventure del giovane Ryu, che ha il potere di trasformarsi in un potente dragone. In questo capitolo della serie, Ryu, affiancato da numerosi alleati, deve combattere un imperatore immortale che ha acquisito i poteri di una divinità e vuole distruggere il mondo. Come in Breath of Fire III, il gioco utilizza un mix di grafica 2d e grafica 3D e i combattimenti a turni tipici dei videogiochi di ruolo alla giapponese.